# تشریفات ساده
تشریفات ساده (به ایتالیایی: Una Pura formalità) فیلمی است ایتالیایی به کارگردانی جوزپه تورناتوره و با بازی رومن پولانسکی و ژرار دوپاردیو ساخته شده به سال ۱۹۹۴ که برای نخل طلایی در جشنواره فیلم کن نامزد شد.

## داستان
تشریفات ساده داستان مردیست که بعد از خودکشی در فضا و مکانی بین زندگی و مرگ گیر می‌کند تا متوجه اشتباهش بشود. «اونوف» نویسنده‌ای بسیار بزرگ است که در شبی بارانی در جنگلی سرگردان است. مأمورین پلیس او را پیدا می‌کنند و چون مدارک شناسایی همراه ندارد و قتلی هم در آن حوالی اتفاق افتاده‌است او را با خود به پاسگاه پلیسی در ناکجا آباد می‌برند. نویسنده که بسیار از این شرایط ناراحت است مورد بازخواست کمیسری قرار می‌گیرد که در آن پاسگاه انجام وظیفه می‌کند. هر چه فیلم جلوتر می‌رود و بیشتر با شخصیت نویسنده آشنا می‌شویم داستان هم به همان اندازه پیچیده‌تر می‌شود. نویسنده‌ای که به خاطر نمی‌آورد چند ساعت پیش چه کارهایی انجام داده‌است و بازپرسی که مجبور است از بزرگ‌ترین نویسندهٔ دوران زندگیش بازخواست بکند. در نهایت این نویسنده است که متوجه می‌شود خودش را گم کرده‌است و سالهاست که در زندانی که خودش برای خودش ساخته‌است به دور از زندگی و شادی فقط نفس می‌کشده است.
در فیلم با انسانی روبه رو هستیم که در اوج شهرت به سر می‌برد ولی مشکلی بزرگ دارد. او خودش را گم کرده‌است و در این پوچی تصمیم به خودکشی می‌گیرد. او فردی است که زندگی‌نامه‌اش را تغییر داده‌است تا هر چه بیشتر از گذشته‌اش دور شود. افرادی را که می‌شناخته دیگر به خاطر نمی‌آورد چون چنان خود را غرق در تنهایی کرده‌است که حتی قیافهٔ خودش را هم فراموش کرده‌است. او تنها راه فرار از این تنهایی را در نوشتن پیدا کرده‌است. به گونه‌ای که خودش در جایی می‌گوید که «انسان‌ها برای این نمی‌نویسن که دوست دارن بنویسن، برای این می‌نویسن چون کاری دیگه‌ای برای انجام دادن ندارن». اما بعد از مدتی متوجه می‌شود حتی دنیاهایی که برای خودش خلق کرده هم نمی‌تواند او را از این تنهایی نجات دهد. به همین دلیل دست به خودکشی می‌زند و در ناکجا آبادی مجبور می‌شود تا با برگشتن به گذشتهٔ فراموش شده‌اش خودش را دوباره پیدا کند و زمانی که بالاخره خود را پیدا می‌کند و معنی زندگی را می‌فهمد چیزی جز افسوس از عملی که انجام داده‌است برایش باقی نمی‌ماند. او در آخرین لحظات تلاش می‌کند تا احساسش را به زنی که دوستش دارد ابراز کند ولی دیگر آنقدر از زندگی دور شده‌است که صدایش قدرت عبور از خطوط تلفن را هم ندارد. «تورناتوره» با نگاهی هر چند خیالی ولی دقیق و موشکافانه به بررسی اصلی‌ترین علت خودکشی یعنی تنهایی می‌پردازد. تنهایی نه از جنبهٔ فیزیکی بلکه تنهایی خود خواسته در حضور دیگران که برخی، حتی افراد سرشناس برای خود انتخاب می‌کنند.

## در مورد فیلمنامه
چرخشی ۱۸۰ درجه با پرهیز از تعریف حماسه یا گامی بزرگ داشتن حاصلی مثل تشریفات ساده دارد. فیلم تورناتوره یک فیلم ساده اما روان است که داستانش را تعریف می‌کند و گاه در شخصیت‌پردازی چنان با تماشاگر بازی می‌کند که مرز میان بازجو و متهم مورد تردید قرار می‌گیرد. فیلم از جهتی دیگر هم قابل اعتناست. کنار هم قرار گرفتن تورناتوره در مقام کارگردان و پولانسکی و دوپاردیو در مقام بازیگر — که هر کدام شاخصه‌های فرهنگی یک کشور هستند — از تشریفات ساده اثری فراتر از یک فیلم معمولی ساخته‌است. با بازی خوب پولانسکی، با آن حرکات متفاوت و البته گفتگوهای جذابی که او با مهارت از دهان یک بازجو می‌تواند باورپذیر بیانشان کند.

## بازخورد
تشریفات ساده در جشنواره فیلم کن ۱۹۹۴ نامزد نخل طلا شد.